# Jäätsalo
Jäätsalo är en ö i Finland. Den ligger i sjön Juojärvi och i kommunerna Outokumpu och Tuusniemi och landskapen  Norra Karelen och Norra Savolax, i den sydöstra delen av landet, 300 km nordost om huvudstaden Helsingfors. Öns area är 5,95 kvadratkilometer och dess största längd är 4,4 kilometer i öst-västlig riktning.